# Gečkovec
Gečkovec je naseljeno mjesto u Republici Hrvatskoj u Varaždinskoj županiji. 

## Zemljopis
Administrativno je u sastavu grada Ivanca. Naselje se proteže na površini od 0,78 km². 

## Stanovništvo
Prema popisu stanovništva iz 2001. godine u Gečkovcu živi 119 stanovnika i to u 39 kućanstava. Gustoća naseljenosti iznosi 152,56 st./km².
| broj stanovnika | 53    | 54    | 52    | 65    | 76    | 106   | 122   | 121   | 111   | 113   | 104   | 148   | 148   | 125   | 119   | 116   | 107   |
|                 | 1857. | 1869. | 1880. | 1890. | 1900. | 1910. | 1921. | 1931. | 1948. | 1953. | 1961. | 1971. | 1981. | 1991. | 2001. | 2011. | 2021. |